# Guadalupe Ferrer Andrade

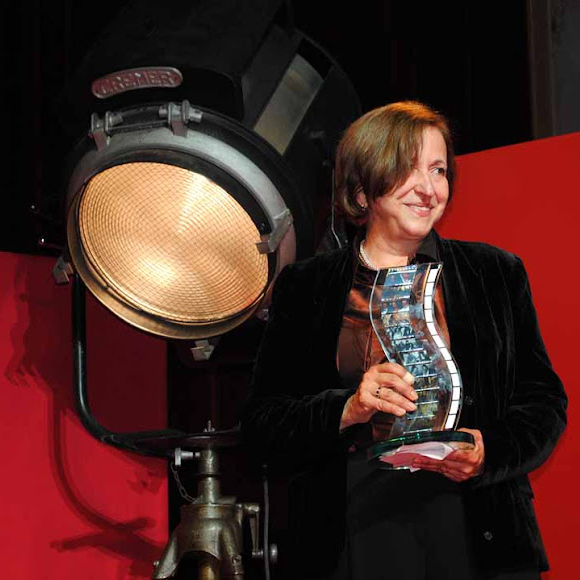
G. Ferrer Andrade recibiendo el premio Henri Langlois en 2011

Guadalupe Ferrer Andrade es una gestora, promotora cultural y productora mexicana de cine silente. Ha fungido como directora de la Cineteca Nacional de México, de TVUNAM (Televisión Universitaria de la Universidad Nacional Autónoma de México), de Promoción Cultural Cinematográfica del Instituto Mexicano de Cinematografía (IMCINE), y de la Filmoteca de la UNAM. Ha sido miembro del Comité de Expertos del Espacio Audiovisual Hispano-Mexicano y consejera de la Asociación de Televisión Educativa Iberoamericana, y del Comité Coordinador de la Academia Mexicana de Artes y Ciencias Cinematográficas. En 1994 fue condecorada como Caballero de la Orden de las Artes y las Letras del Gobierno Francés y en el 2015 reconocida por su trayectoria con el premio MUSA otorgado por la Asociación de Mujeres en el Cine y la Televisión de México.

## Cooperativa de Cine Marginal
En septiembre de 1971 surgió la Cooperativa de Cine Marginal la cual estuvo activa durante cinco años (hasta 1976) y pasó de ser una organización enfocada al trabajo cinematográfico a ser un movimiento comprometido con la movilización sindical, al filmar sus eventos y los Comunicados de Insurgencia Obrera, los cuales eran después proyectados a estudiantes y obreros. A principios de 1972 se llegaron a hacer casi catorce proyecciones semanales.
Si bien la cooperativa surgió de los participantes del Concurso de Cine Independiente Luis Buñuel, llevado a cabo en la Ciudad de México del 11 al 31 de agosto de 1971 (entre los que se encontraban Paco Ignacio Taibo II) rápidamente creció por la inclusión de otros miembros, entre los que se encontraba Guadalupe Ferrer. En palabras de Ferrer la Cooperativa “se planteó fundamentalmente como un conducto transmisor de experiencia”.

## Labor hemerográfica y de restauración
Ferrer ha sido colaboradora en la redacción de múltiples hemerografías sobre temas sociales: grupos étnicos; ideas políticas; ciencia política y metodología; entre otras.
En el 2015 marco del 18 Festival Internacional de Cine Guanajuato (GIFF por sus siglas en inglés), la Asociación de Mujeres en el Cine y la TV le otorgó el galardón La Musa en reconocimiento a su labor en la restauración, preservación y difusión del acervo audiovisual mexicano.
Entre sus trabajos, se destacan la gestión del acervo de Francisco Marco Chillet diseñador escenográfico de Las Olas (1950) la primera película a color mexicana y la producción del documental La historia en la mirada (2011), (ver en línea) ganador del premio Ariel en 2011, el cual retrata desde el escenario previo al estallido de la Revolución Mexicana hasta la firma de la Constitución de 1917, a través de imágenes rescatadas, preservadas y restauradas digitalmente por la Filmoteca de la UNAM, con el apoyo del Instituto Nacional de Antropología e Historia. Así mismo, en 2018 se estrenó una secuela llamada El poder en la mirada, (ver en línea) en la que también fungió como directora ejecutiva, documental que compitió por el premio Mezcal en el 34 Festival de Cine de Guadalajara.

## Filmografía y publicaciones

### Cine
- Olimpia (2019), productora[17]
- La historia en la mirada, (2011), productora[17]
- El poder en la mirada, (2018), productora

### Textos
- "Los hombres del alba" Tomo 14. México, historia de un pueblo. SEP / Editorial Nueva imagen. Guadalupe Ferrer (argumento y guion). Antonio Cardoso (Ilustraciones). Guillermo Bonfil Batalla (Asesoramiento histórico
- "La rebelión de los hilanderos" Tomo 15. México, historia de un pueblo. Guadalupe Ferrer (argumento y guion). Leopoldo Durañona (Ilustraciones). Guillermo Bonfil Batalla (Asesoramiento histórico). SEP / Editorial Nueva imagen, 1981